# Penny Tai
Penny Tai (chino: 戴佩妮, pinyin: De Pein, Johor, 22 de abril de 1978) es una cantante y compositora malaya naturalizada como taiwanesa. Desde su debut en 2000, ha publicado siete álbumes.

## Biografía
Penny Tai nació en el seno de una familia en hakka. Empezó a escribir canciones a la edad de 17 años, en el cual participó en concurso en Kuala Lumpur, en lo que la ayudó iniciar su carrera de cantante junto a otros compañeros de Malasia como, Fish Leong. En 1999, le ofrecieron un contrato por parte de EMI Music (Taiwán) y se mudó de Taiwán para seguir su carrera en el canto y la composición. Ella lanzó su álbum homónimo titulado Penny, en enero de 2000.

## Discografía

### Álbumes
1. Penny (febrero de 2000)
2. How's That? (怎样) (22 de enero de 2001)
3. Just Sing It (13 de abril de 2002)
4. No Penn, No Gain (24 de marzo de 2003)
5. So Penny (9 de febrero de 2004) - selection plus new songs
6. Crazy Love (爱疯了) (31 de marzo de 2005)
7. iPenny (6 de octubre de 2006)
8. Forgive Me For Being The Girl I Am (原谅我就是这样的女生) (16 de mayo de 2009)
9. <Rosa multiflora> Live Concert(野蔷薇)(16 de septiembre de 2010)
10. On the Way Home (回家路上) (noviembre de 2011)
11. Unexpected ( 純屬意外) (27 de mayo de 2013)
12. Thief (賊) (13 de agosto de 2016)